# 竹中重矩
竹中重矩（1546年—1582年6月25日）是日本戰國時代至安土桃山時代武將。美濃齋藤氏、織田氏的家臣。父親是竹中重元。哥哥是竹中重治。通稱彦作、久作。妻子是中川重政的姊妹（『織田系圖』）。

## 生平
天文15年（1546年）出生，父親重元是齋藤氏家臣。
永祿7年（1564年）2月，在哥哥重治奪取稻葉山城之際，以人質身份進入稻葉山城並假裝生病，重治則以探病為理由與安藤守就等十多人進入城內，令主君齋藤龍興大意而佔領了稻葉山城。
在永祿10年（1567年）於齋藤氏滅亡後與重治一同仕於織田氏。在元龜元年（1570年）參加姉川之戰，在淺井氏的勇士遠藤直經假裝織田軍武將進入織田信長的本陣並企圖取下信長的首級時，被舊知重矩識破，於是立下討取直經的武功（『信長公記』）。
在天正7年（1579年）6月13日代替於播磨國陣中病死的哥哥重治，在同月22日以羽柴秀吉的與力身份被派遣出去。在天正10年（1582年）3月跟隨信長向信濃國出兵。（『信長公記』）
同年6月，信長在本能寺之變中死去後，與美濃國不破郡長佐村爆發的鄉士一揆戰鬥並戰死（『武家事紀』、『寬永傳』）。享年37歲。

## 登場作品
電視劇
- 『功名十字路』（2006年 NHK大河劇  演員：小西大樹）
- 『信長協奏曲』（2014年 電視劇      演員：上山竜治-第4話、第6話 - 第11話）